# Time Out of Mind (Bob Dylan)
Time Out of Mind is het dertigste album van Bob Dylan, uitgebracht in 1997 door Columbia Records. Het was zijn eerste dubbelalbum sinds Self Portrait uit 1970. Het is zowel op vinyl als op cd uitgebracht.
Het album markeert Dylans artistieke comeback, nadat hij in de jaren 80 lange tijd had geworsteld met zijn muzikale identiteit. Hij had sinds Under the Red Sky uit 1990 geen origineel materiaal meer uitgebracht. Time Out of Mind wordt - door zowel professionele critici als door het publiek - gezien als een van Dylans beste albums. Zo won het drie Grammy Awards, waaronder de Grammy voor het beste album van het jaar. Time Out of Mind werd door Uncut Magazine uitgeroepen tot "Album of the Year". In Rolling Stone's lijst van The 500 Greatest Albums of All Time staat dit album op de 408ste positie. In 2006 werd dit album door het tijdschrift Time in de "All-TIME 100 Albums" opgenomen.
Korte tijd nadat het album was opgenomen, liep Dylan pericarditis op. Door deze infectieziekte, die hem bijna fataal werd, moest hij zijn toer afzeggen.

## De totstandkoming
Het album Under the Red Sky (1990) was Dylans laatste album met origineel materiaal en dit bleek in meerdere opzichten een teleurstelling. Sindsdien bracht Dylan twee albums met covers en een livealbum met ouder werk. Hij bracht geen nieuw werk meer uit tot 1996.
Bijzonder aan dit album is dat Dylan een aantal proef-opnames van sommige nummers in de studio maakte, iets wat hij zelden deed. Volgens de drummer, Winston Watson, werd Dylan bij deze sessies ondersteund door een deel van de band waar hij ook mee optreedt. Hij gebruikte deze informele sessies om te experimenteren met nieuwe ideeën. Zo werd in een van deze sessies de riff geïmproviseerd die later gebruikt zou worden voor het nummer "Dirt Road Blues". "Can't Wait" en "Not Dark Yet" kwamen ook tijdens deze vroege sessies tot stand. Volgens Lanois verschilt de vroege opname van "Not Dark Yet" aanzienlijk van de definitieve opname. (De demo van 'Not Dark Yet' was sneller en kaler, tijdens de formele studio-sessies veranderde Dylan het in een ballad over de Amerikaanse Burgeroorlog.)
Dylan bleef tot januari 1997, toen de officiële opnamesessies begonnen, de songteksten bewerken. Dit album is de tweede samenwerking tussen Dylan en de door hem gekozen producer Daniel Lanois, die eerder Dylans Oh Mercy (1989) had geproduceerd. Lanois had net de productie van het album Wrecking Ball van Emmylou Harris afgerond, toen Dylan hem vroeg om Time Out of Mind te produceren. Voor het album werden slide-gitarist Cindy Cashdollar en de drummers Jim Keltner en Brian Blade ingehuurd. Cashdollar en Blade werden ingehuurd door Lanois, terwijl Dylan ervoor zorgde dat Keltner meespeelde. Keltner had eerder (in 1979) al met Dylan getoerd. Daarnaast huurde Dylan gitarist Bob Britt, Duke Robillard, organist Augie Meyers en Jim Dickinson in om te spelen bij de opname-sessies.
Dylan heeft aangegeven dat Buddy Holly van grote betekenis was geweest tijdens de opname-sessies. (Weet je, ik weet niet meer precies wat ik zei over Buddy Holly, maar tijdens het opnemen was het Buddy Holly alom. Weet je wat ik bedoel? Het was een van die dingen. Waar je ook kwam. Je liep door een gang en je hoorde nummers van Buddy Holly, zoals "That'll Be the Day". Dan stapte je in je auto om naar de studio te gaan en "Rave On" werd gedraaid. Dan liep je de studio in en iemand speelde een cassette van "It's So Easy!". En zoiets zou dan dag na dag gebeuren. Liedteksten van Buddy Holly kwamen uit het niets. Het was griezelig. [Lacht] Maar als we hadden opgenomen en vertrokken, weet je, dan bleef het in ons hoofd hangen. Nouja, de geest van Buddy Holly moet ergens geweest zijn, deze plaat te beïnvloeden.)
Dylan vertelde in 1997 in een interview dat de nummers op het album van nature één geheel vormden omdat ze een bepaald soort scepticisme delen. Het nummer "Highlands" duurt zestien minuten en is daarmee de langste compositie die Dylan ooit heeft opgenomen. Het thema van dit nummer heeft Dylan overgenomen van een gedicht van Robert Burns, genaamd "My Heart's in the Highlands".
In een interview vertelde Lanois over de totstandkoming van het nummer "Standing in the Doorway": Bob en ik...gingen dan naar de parkeerplaats, want hij discussieerde nooit in het bijzijn van de band over 'intieme details' van de nummers. Zoals het nummer "Standing in the Doorway". Ik zei op gegeven moment, 'luister, ik hou van het nummer "Sad Eyed Lady of the Lowlands". Kunnen we datzelfde gevoel niet gebruiken voor dit nummer?' En hij zei 'denk je dat dat zou werken?' Dan zaten we op de bumper van een truck, op deze parkeerplaats in Miami, en ik dacht weleens 'als mensen dit zouden zien, dan zouden ze het niet geloven! Bob Dylan en ik die daar gewoon zaten, gitaar te spelen, akkoorden uit te vogelen voor een sessie'!
Het album kenmerkt zich door een ruimtelijke sfeer, in grote mate veroorzaakt door de producer Daniel Lanois. Zijn innovatieve werk met zorgzaam geplaatste microfoons en een strategische wijze van mixen werd door Dylan in het eerste deel van zijn memoires, Chronicles, Vol. 1, beschreven. Hoewel Dylan over het algemeen complimenteus is over Lanois, met name over zijn werk met betrekking tot het album Oh Mercy uit 1989, was hij niet tevreden over het geluid van Time Out of Mind. Hij heeft zijn latere albums zelf geproduceerd.

## Inhoud
Het overkoepelende thema van het album is doodsangst, aldus het blad Rolling Stone.
Het afsluitende, 16 minuten durende nummer Highlands werd door Rolling Stone uitgeroepen tot het meest epische van Dylans epische nummers toen het blad het op plaats 94 zette van de 100 beste Dylannummers. In het nummer luistert de verteller naar Neil Young.

## Covers
Het nummer "Make You Feel My Love" is zowel door Billy Joel als door Garth Brooks onder de titel "To Make You Feel My Love" opgenomen. Joel nam het nummer op voor zijn Greatest Hits Vol. III. Brooks nam het nummer aanvankelijk op voor de soundtrack van Hope Floats, maar bracht het ook uit op zijn album Fresh Horses en op zijn compilatie-album The Ultimate Hits. In 2008 had de Britse zangeres Adele Adkins een grote hit met haar cover van "Make You Feel My Love". Haar vertolking verscheen op het album "19" en was in 2009 het hoogst genoteerde nummer van een vrouwelijke artiest (plaats 28) in de Top 2000.

## Nummers
Alle muziek en teksten zijn geschreven door Bob Dylan. 
| Nr. | Titel                   | Duur |
| --- | ----------------------- | ---- |
| 1.  | Love Sick               | 5:21 |
| 2.  | Dirt Road Blues         | 3:36 |
| 3.  | Standing in the Doorway | 7:43 |
| 4.  | Million Miles           | 5:52 |

| Nr. | Titel                        | Duur |
| --- | ---------------------------- | ---- |
| 5.  | Tryin' to Get to Heaven      | 5:21 |
| 6.  | 'Til I Fell in Love with You | 5:17 |
| 7.  | Not Dark Yet                 | 6:29 |

| Nr. | Titel                 | Duur |
| --- | --------------------- | ---- |
| 8.  | Cold Irons Bound      | 7:15 |
| 9.  | Make You Feel My Love | 3:32 |
| 10. | Can't Wait            | 5:47 |

| Nr. | Titel     | Duur  |
| --- | --------- | ----- |
| 11. | Highlands | 16:31 |

## Bezetting
- Bucky Baxter – akoestische gitaar, pedal-steelgitaar (3,5,7,8)
- Brian Blade – drums (1,3,4,6,7,10)
- Robert Britt – gitaar (Martin acoustic, Fender Stratocaster) (3,6,7,8)
- Cindy Cashdollar – slide-gitaar (3,5,7)
- Jim Dickinson – toetsen (keyboard, Wurlitzer electric piano, 'reed organ') (1,2,4,5,6,7,10,11)
- Bob Dylan – gitaar, mondharmonica, piano, zang
- Tony Garnier – basgitaar, contrabas
- Jim Keltner – drums (1,3,4,5,6,7,10)
- David Kemper – drums op "Cold Irons Bound"
- Daniel Lanois – gitaar (Firebird, Martin 0018, Gretsch gold top)
- Tony Mangurian – percussie (3,4,10,11)
- Augie Meyers – toetsen (Vox organ combo, Hammond B3 organ), accordeon
- Duke Robillard – gitaar (Electric l5 Gibson) (4,5,10)
- Winston Watson – drums op "Dirt Road Blues"